# 文茨皮尔斯-图库姆斯铁路
文茨皮尔斯-图库姆斯铁路是一条长108（67英里），轨距为1,524毫米（5英尺）的铁路。该铁路建于20世纪，连接拉脱维亚的文茨皮尔斯和图库姆斯。